# 나츄
나츄(なちゅ, 1984년 12월 23일 ~ )는 일본의 여성 아이돌 그룹 SDN48의 전 멤버이자 서예가이다. 오사카부 출신의 도쿄도 태생. 와타나베 엔터테인먼트 소속. 친구 : AKB48 팀A 졸업멤버 : 마에다 아츠코

## 내력 및 인물
오사카부 도요나카시 태어나 그 후 도쿄도 태생. 시나가와 여자 학원 고등부, 메지로 대학 사회학부 미디어 표현 학과 졸업.
도쿄 시부야의 개르서 「НЯК~traceview~(하크트레이스뷰)」의 초대 총장을 맡는다. НЯК 냄새나서는, 2006년 2월 18일에 은퇴식이 거행되었지만, 그 후도 НЯК에는 관련되고 있다.
그 후, 2006년 4월부터 「사랑의 것으로부터 소란」의 13기생으로서 출연. 이 프로그램중에서는 「야∼」의 닉네임으로 불렸다. 프로그램에서는 토크의 중심이 되는 것도 많아, 아카시야 산마로부터 「국수집의 전」(시가라키 도자기의 너구리의 장식물)이라고도 불렸다.
그 후, 와타나베 코미디 스쿨 여성 탤런트 코스 1기생을 졸업해 데뷔, 당초는 코메디 탤런트로서 코메디 라이브에 출연하고 있던 적도 있었다. 소속처를 와타나베 엔터테인먼트에 선택한 이유에는, 「아오키 사야카를 동경하고 있었다」라고 하는 일이 있었다고 한다.
「어」라고 말해지는 말이나, 걸식의 약어등을 사용한 첩를 전개.「∼!」등의 결정 대사가 있는 것 외, 「쵸릿스!」(이)나 「…」(이)라고 하는 어미의 말등을 잘 사용하고 있다. 이 때에는 헤어 스프레이를 사용해 상당한 높이까지 머리카락을 북돋우고 있다. 본인 가라사대 「시부야 이치의 번화가」에서, 이케부쿠로의 가게에서 이발받고 있다고 한다.
이러한 연예인 활동의 옆, 이벤트 프로듀서도 맡고 있다.
같은 사무소 소속의 경과 「체라파라다이스」라고 칭하는 콤비를 짜, 라이브 출연외 2008년의 「M-1 그랑프리」에도 출장. 또, 「R-1그랑프리 2009」에서는 「걸의 일기 예보」등의 재료를 연기해 2 회전까지 진출.
엑사 보디의 힙합 엑서사이즈 DVD로 다이어트에 도전한다고 하는 기획에 체리☆파이의 2명과 함께 임해, 2009년 5월 21일부터 실천한 결과, 그것까지 70.3kg 있던 체중을 58.1kg, 90cm 있던 웨스트를 66cm와 각각 줄이는 것에 성공한다.
2009년 8월 1일부터 SDN48로서의 활동도 개시(MC 전속요원으로서 합격). 종합 프로듀서 아키모토 야스시를 「아키못티」라고 부르고 있다. 그 후, 2009년중에 와타나베 산하의 비스킷 엔터테인먼트에 이적.
AKB48 멤버나 연상의 코미디 탤런트에 대해서는 선배를 업계 용어풍으로 한 「파이센」을 경칭 대신 이용하고 있다. 또, 마에다 아츠코나 시노다 마리코에서는 본명의 「나츠코」를 뒤집은 「뼈인」 등으로 불리고 있다. SDN48나 AKB48의 멤버와의 교우 관계는 넓고, 다수의 멤버의 블로그에 재료로서 정기적으로 등장하고 있다.
흉내가 자신있고, SDN48의 라이브의 MC에서는, 같은 SDN48 멤버의 아키타 카즈에, 오오호리 메구미, 사토 유카리, 세리나, AKB48의 타카하시 미나미 등의 흉내를 피로한다.
2010년 1월부터 3월까지, TV 도쿄의 드라마 「마지스카 학원」에 고정 출연. 주연 마에다 아츠코의 자기 동생 오니츠카 다루마 역을 연기했다. 그 곳에서는 살색 속옷을 껴 칸사이 사투리로 촬영에 임하고 있었다. 덧붙여 마에다추 해를 공언하고 있어 「마지스카 학원」에서 공동 출연한 이래, 마에다를 「아츄」라고 부르고 있다.
2010년 4월부터 니혼TV 「해피 Music」에 출연. 「해피 Music STORE」의 종업원으로서 격주에 등장한다. 그 때는, 고정 출연자의 벡키를 「벡키의 파이센」이라고 부르고 있다.
2010년 9월 14일에 단독 라이브 「LIVE ~초대 하치공·팬의 모임∼」(오모테산도 GROUND)을 개최했다.

## 참가 유닛곡
싱글 CD 참가곡
AKB48 명의
1. 마지죠 텟펜블루스(マジジョテッペンブルース)

SDN48 명의
1. 고독의 러너(孤独なランナー)
2. 에로스의 트리거(エロスのトリガー) - 언더걸즈 A 명의
3. 아와지 섬의 양파(淡路島のタマネギ) - 언더걸즈 B 명의
4. 아바즈레(アバズレ) - 언더걸즈 B 명의
5. 감자탕 모정(カムジャタン慕情) - 언더걸즈 A 명의
6. 위에서 나츠코(上からナツコ) - 언더걸즈 B 명의
7. 끝나지 않는 앵콜(終わらないアンコール)

SDN48 1st Stage 「유혹의 카터(誘惑のガーター)」공연
참가 유닛 없음